# Осеновска река
Осеновска река (в горното течение Раковица) е река в Югозападна България, област Благоевград, община Симитли, десен приток на Градевска река, от басейна на Струма. Дължината ѝ е 19 km. Отводнява части от Югозападния дял на Рила.
Осеновска река извира под името Раковица от извора Арамлийски кладенец, на 2269 m н.в., в Югозападния дял на Рила. Тече в сравнително широка и добре залесена долина, до северното подножие на връх Моравица на запад и северозапад, а след това до устието си – на югозапад. Влива се отдясно в Градевска река от басейна на Струма, на 520 m н.в., до бившия стопански двор на село Градево.
Площта на водосборния басейн на реката е 88 km2, което представлява 34,78% от водосборния басейн на река Градевска река. Основен приток е река Топлица (ляв). Осеновска река е с преобладаващо снежно-дъждовно подхранване с късно пролетно пълноводие (май – юни) и лятно маловодие (август – септември). По течението на реката в Община Симитли е разположени само едно населено място: село Долно Осеново.

## Топографска карта
- Лист от карта K-34-83. Мащаб: 1 : 100 000.